# Centrolobium
Centrolobium là một chi rau đậu thuộc họ Fabaceae. 
Nó gồm các loài:
- Centrolobium microchaeta
- Amarillo Guayaquil (Centrolobium yavizanum)

## Hình ảnh

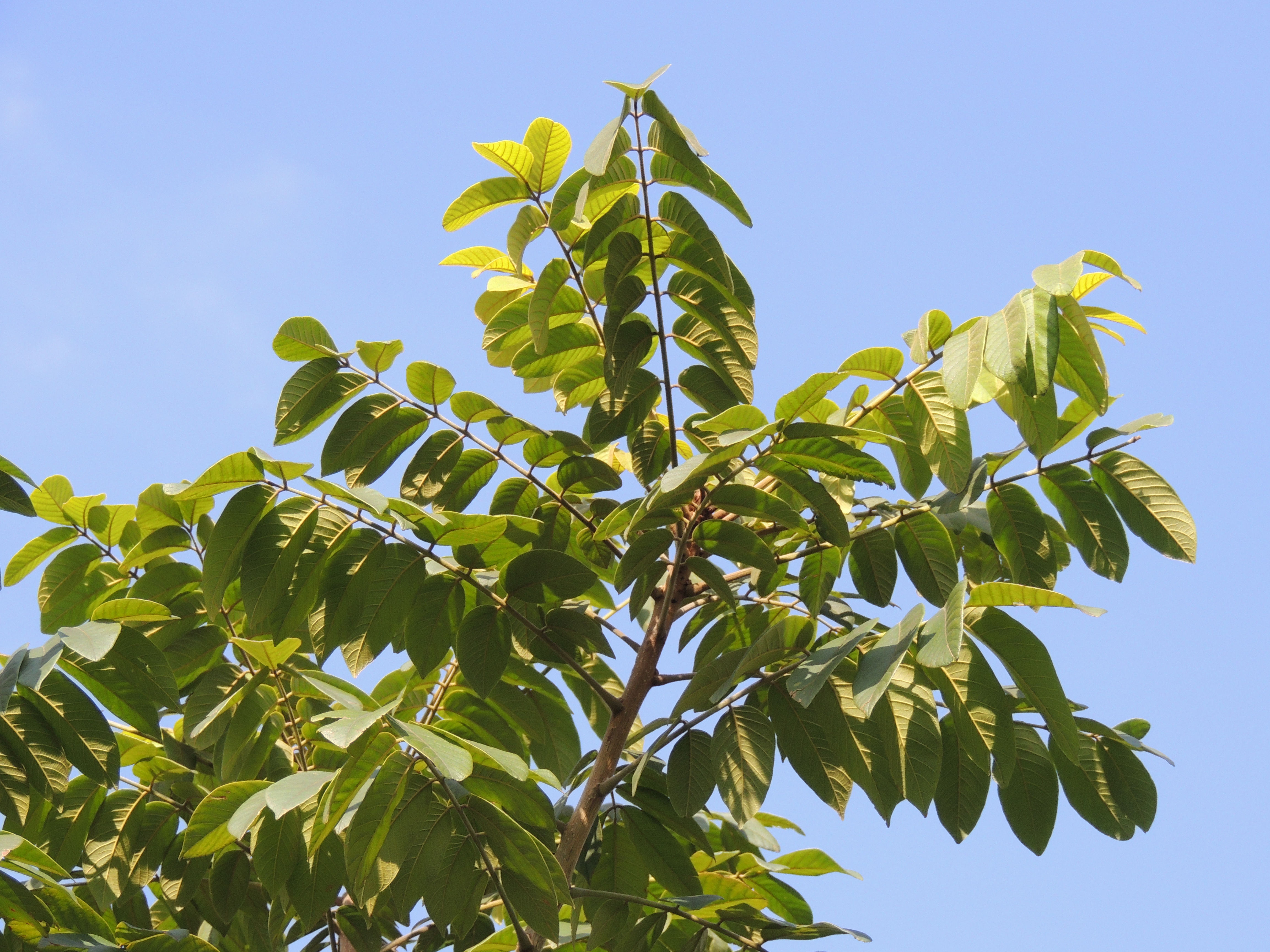
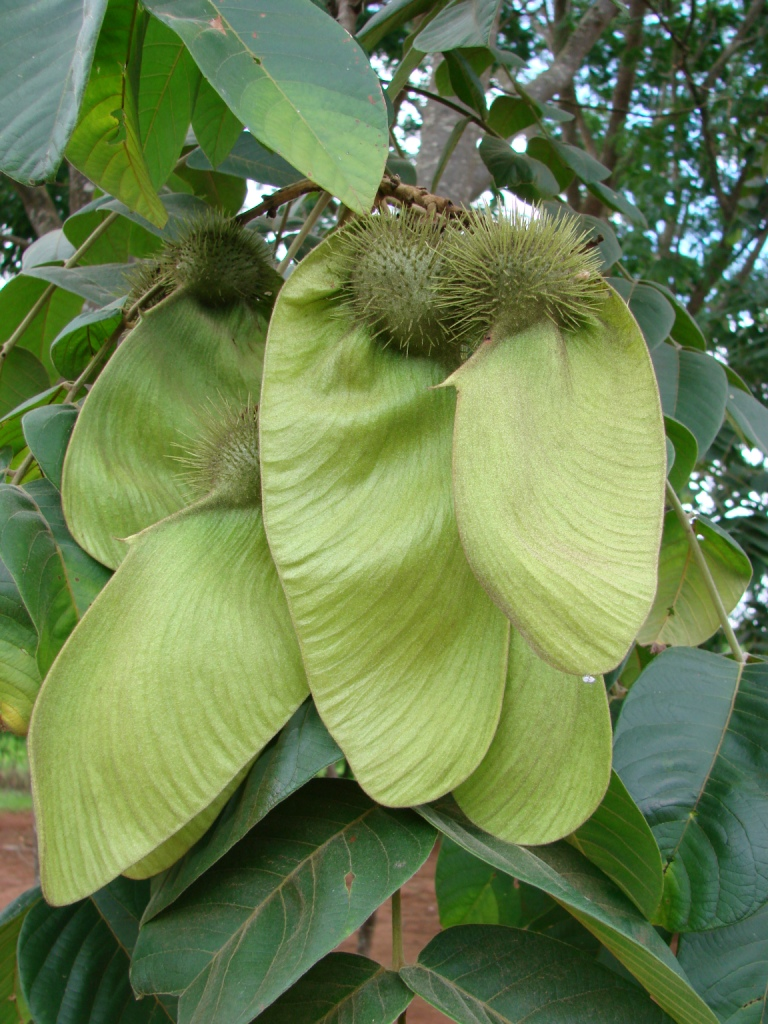
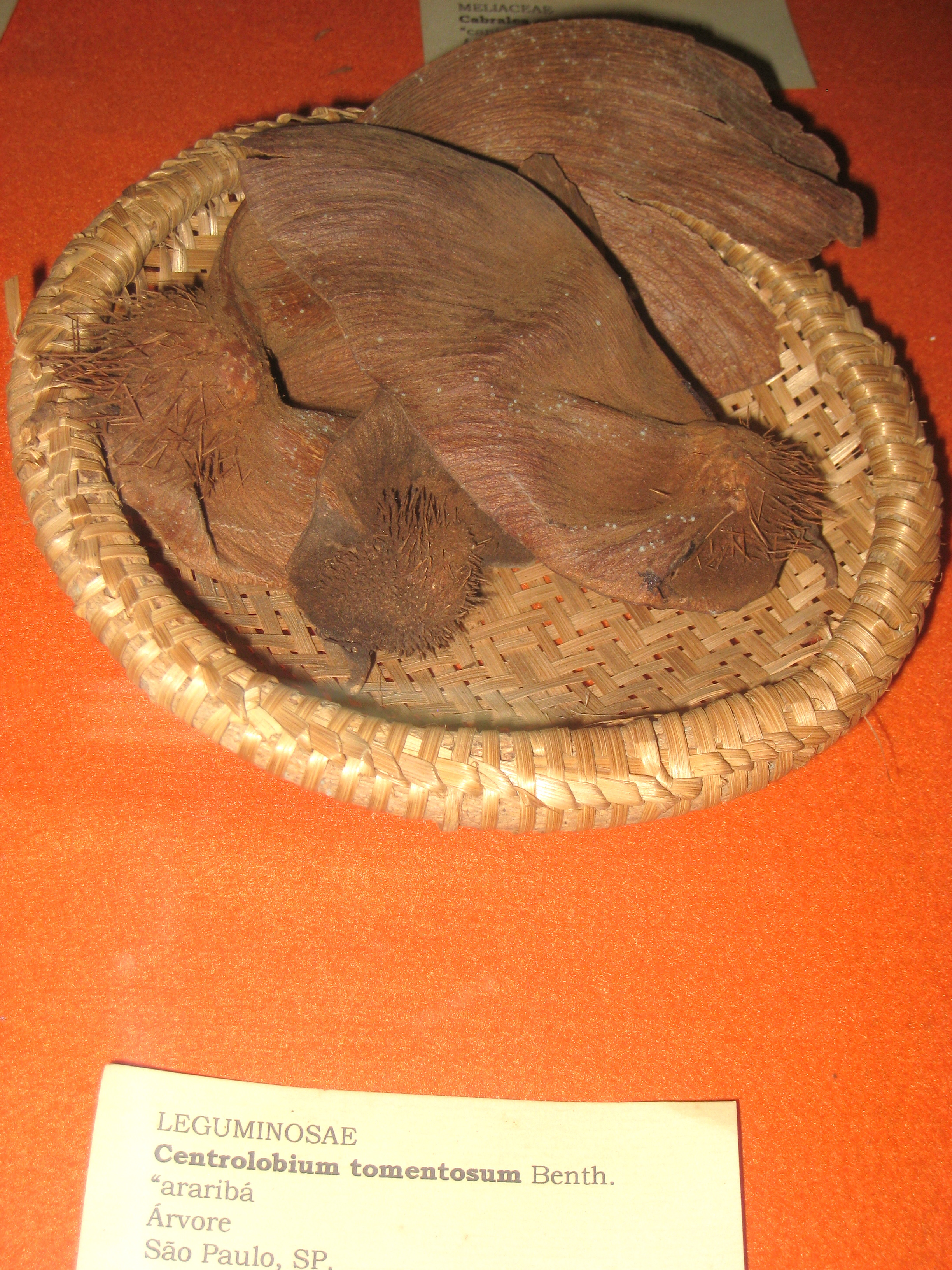